# Сивко, Вячеслав Владимирович
Сивко Вячеслав Владимирович (род. 19 марта 1954) — гвардии полковник запаса МО, Герой Российской Федерации. Председатель Ассоциации военно-патриотических клубов ДОСААФ России.

## Биография
Родился 19 марта 1954 года в Гатчине Ленинградской области. Русский. Окончил среднюю школу № 9 с углублённым изучением отдельных предметов.
В Вооружённых Силах СССР с 1971 года. В 1975 году окончил Рязанское высшее воздушно-десантное командное училище.
Служил в Воздушно-десантных войсках, командовал парашютно-десантными взводом, ротой, батальоном и полком. Два года воевал в Афганистане в составе ограниченного контингента советских войск в должности командира роты. В 1987 году окончил Военную Академию имени М. В. Фрунзе.
С декабря 1994 года — в боях первой чеченской войны. Во главе сводного батальона 237-го гвардейского парашютно-десантного полка участвовал в штурме Грозного. Батальон под командованием гвардии полковника Сивко 2 января 1995 года провёл операцию по захвату и удержанию здания депо железнодорожного вокзала. Десантники вели тяжёлый непрерывный бой четверо суток, отбивая постоянные атаки дудаевцев и вынудили их отступать. В один из критических моментов боёв во главе усиленной разведгруппы проник во фланг атакующих боевиков и кинжальным огнём обратил их в бегство, нанеся врагу значительные потери.
Указом Президента Российской Федерации № 535 от 29 мая 1995 года за мужество и героизм, проявленные при выполнении воинского долга гвардии полковнику Сивко Вячеславу Владимировичу присвоено звание Героя Российской Федерации с вручением медали «Золотая Звезда».
Продолжил службу в рядах Российской Армии. С 1996 года — в штабе Воздушно-десантных войск. С 1997 года — в запасе.
Активно работает в общественных патриотических и ветеранских организациях. В настоящее время — президент регионального общественного Фонда поддержки Героев Советского Союза и Российской Федерации имени Е. Н. Кочешкова, вице-президент Российской Ассоциации Героев, первый заместитель Председателя Правления Клуба Героев Советского Союза, Героев Российской Федерации и полных кавалеров ордена Славы Москвы и Московской области. Является членом Общественного совета при Министерстве обороны РФ.
Член партии «Единая Россия» с 2003 года. Член Московского регионального политического совета «Единой России».
C 29 марта 2012 года зарегистрирован в качестве депутата Московской городской Думы пятого созыва.
В 2012 году избран членом Общественной палаты Центрального федерального округа.

## Награды
Награждён орденами «За службу Родине в Вооруженных Силах СССР» 2-й и 3-й степени, медалями.